# Tamopsis ediacarae
Tamopsis ediacarae är en spindelart som beskrevs av Baehr 1988. Tamopsis ediacarae ingår i släktet Tamopsis och familjen Hersiliidae.
Artens utbredningsområde är Sydaustralien. Inga underarter finns listade i Catalogue of Life.